# Liste der Stolpersteine in Würzburg-Zellerau

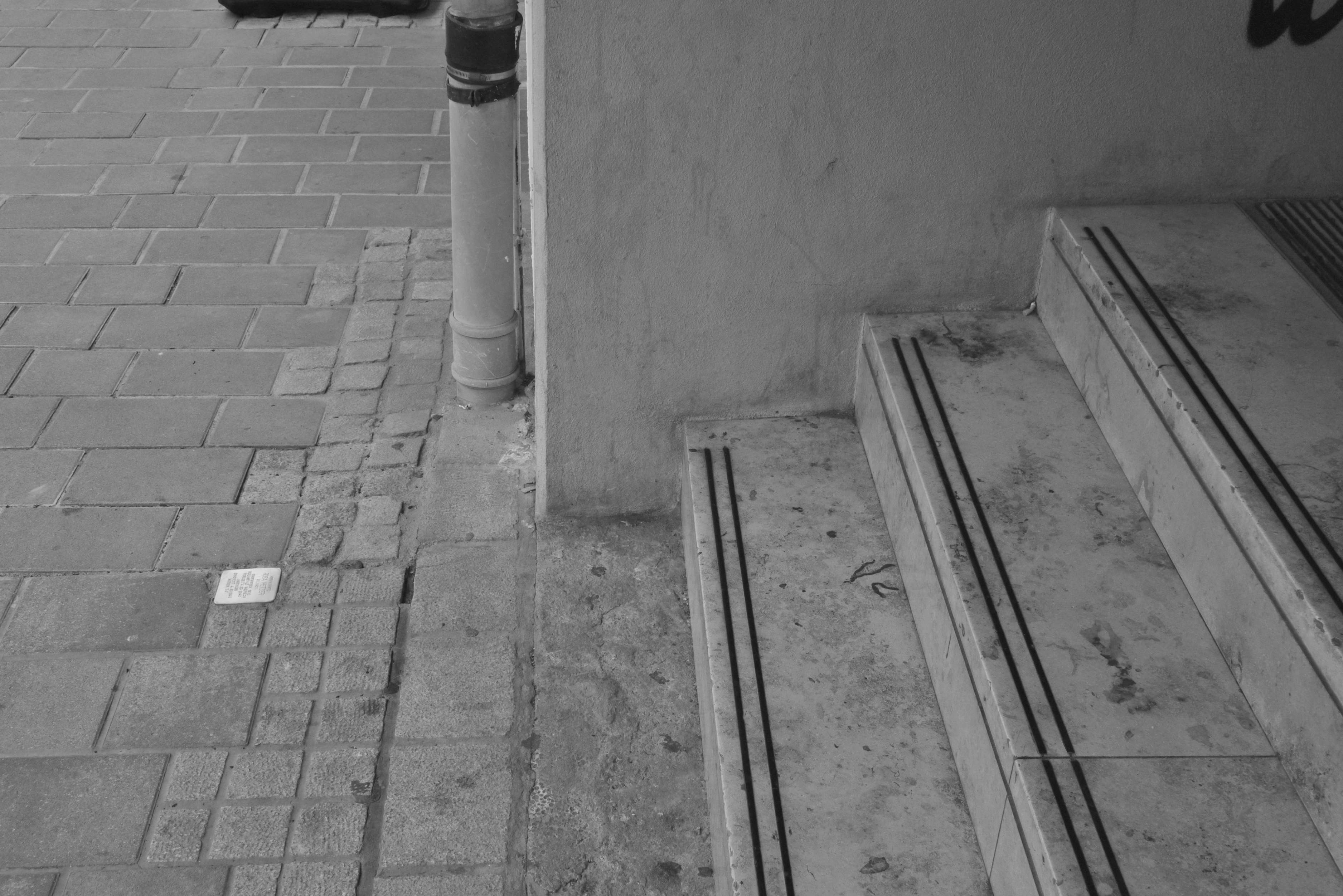
Stolperstein in Würzburg-Zellerau

Die Liste der Stolpersteine in Würzburg-Zellerau enthält alle Stolpersteine, die im Rahmen des gleichnamigen Projekts von Gunter Demnig in Zellerau, einem Stadtbezirk Würzburgs, der deckungsgleich mit dem Stadtteil Zellerau ist. Mit Stolpersteinen soll an Opfer des Nationalsozialismus erinnert werden, die hier lebten und wirkten.

## Verlegte Stolpersteine
In Zellerau wurden vier Stolpersteine an vier Adressen verlegt.
| Stolperstein | Inschrift | Verlegeort              | Name, Leben |
| ------------ | --- | ----------------------- | --- |
|              | HIER WOHNTE KATHARINA HENKELMANN JG. 1886 SEIT 20.6.1940 MEHRERE HEILANSTALTEN ´VERLEGT´ 11.12.1940 GRAFENECK ERMORDET 11.12.1940 AKTION T4         | Mainaustraße 17 ·       | Katharina Henkelmann, geborene Göpfert, wurde am 22. August 1886 in Würzburg geboren. Sie war verheiratet mit dem Postschaffner Franz Henkelmann. Das Paar hatte drei Kinder, Franz, Auguste und Anneliese. Nach einem Hirnschlag blieb ihre rechte Hand gelähmt und es zeigten sich massive Wesensveränderungen. Sie entwickelte Eifersuchtsideen, beschimpfte die Nachbarn und attackierte ihren Ehemann. Sie wurde dreimal in die Heil- und Pflegeanstalt Werneck eingewiesen, zuerst von 6. bis 17. April 1940, dann von 25. April bis 23. Mai 1940 und schließlich am 20. Juni 1940. Zwischendurch holte sie ihr Mann immer wieder nach Hause. Die dritte Einweisung war endgültig, da sich ihr Verhalten nicht änderte. Am 4. Oktober 1940 wurde Werneck geräumt und die Patientin wurde in die Heil- und Pflegeanstalt Lohr überstellt. Gemeinsam mit hundert weiteren Patienten wurde sie schließlich in der Zwischenanstalt Weinsberg in Baden-Württemberg untergebracht. Am 11. Dezember 1940 wurde Katharina Henkelmann in die Tötungsanstalt Grafeneck „verlegt“ und dort noch am selben Tag ermordet. Sie war ein Opfer der Aktion T4. |
|              | HIER WOHNTE ROSA HETZER JG. 1901 EINGEWIESEN 1930 HEILANSTALT WERNECK ´VERLEGT´ 4.10.1940 HARTHEIM ERMORDET 4.10.1940 ´AKTION T4´                   | Frankfurter Straße 24 · | Rosa Hetzer wurde am 4. Oktober 1901 im unterfränkischen Neubrunn geboren. Ihre Eltern waren Konrad Hetzer (1863–1910) und Anna Maria, geborene Schäfer (1870–1924). Sie hatte zwei Geschwister, Eugen (geboren 1899) und Klara (geboren 1909). Biographische Angaben sind in den Anamnesebögen der psychiatrischen Anstalt vermerkt. Sie sei eine gute Schülerin gewesen und nie sitzengeblieben. Sie habe keine Freundinnen gehabt, wäre immer alleine gewesen. Sie habe nach der Schulzeit in verschiedenen Häusern in Neubrunn und Holzkirchen als Dienstmagd gearbeitet, dazwischen immer wieder bei der Familie. 1926 habe sie in der Frauenklinik Würzburg ein Kind zur Welt gebracht, der Vater des Kindes sei ihr nicht bekannt. Nach einem längeren Aufenthalt in der Frauenklinik Würzburg sei sie erneut in Holzkirchen in Stellung gewesen bei einem gewalttätigen Hausherrn. Anfang 1930 kam Rosa Hetzer in das St. Josefsheim in Würzburg, ein Erziehungs- und Fürsorgeheim für Mädchen. Am 25. Juni 1930 veranlasste der Bezirksarzt wegen „Aufregungszuständen“ ihre Einweisung. In der Anstalt ist sie zunehmend teilnahmslos. Sie spricht nicht, ist aber, wenn dazu aufgefordert, bei Handreichungen behilflich. Im September 1930 wurde sie in die Heil- und Pflegeanstalt Werneck überstellt, die Diagnose lautet Schizophrenie. Sie lachte unvermittelt laut auf und ließ sich zu keiner Arbeit anhalten. Phasen der Antriebslosigkeit wechselten sich mit heftigen Erregungszuständen ab. Sie wurde als „hinterhältig, reizbar und bockig“ beschrieben. Am 4. Oktober 1940, ihrem 39. Geburtstag, wurde die Anstalt geräumt. Rosa Hetzer wurde mit dem Sammeltransport Nr. 8 / Bayern in die Tötungsanstalt Hartheim bei Linz überstellt und dort noch am selben Tag ermordet. Sie war ein Opfer der Aktion T4. |
|              | HIER WOHNTE NIKOLAUS HILBERT JG. 1901 VERHAFTET 30.3.1940 DACHAU ERMORDET 20.1.1942 LANDESANSTALT SCHLOSS HARTHEIM                                  | Wredestraße 40 ·        | Nikolaus Hilbert wurde am 10. Juli 1901 in Berghausen, Bezirksamt Speyer, geboren. Seine Eltern waren Konrad Hilbert (1870–1945), ein Scherenschleifer und Schirmmacher, und Anna, geborene Reinhardt (geboren 1882). Beide zählten zu dem Kreis der Vazierenden, die Mutter stammte aus einer Sinti-Familie von wandernden Schirmflickern und Korbmachern. Nikolaus Hilbert hatte einen älteren Bruder, Anton (geboren 1899), und danach sehr viele weitere Geschwister. Nach Aussagen seiner Mutter waren es insgesamt 24 Kinder, von denen im Jahr 1941 noch elf lebten. 1910 heirateten seine Eltern, 1914 wurden sie sesshaft und ließen sich in Würzburg nieder. Nikolaus Hilbert heiratete Im Oktober 1922 die Arbeiterin Franziska Keupp (geboren 1900). Er war als Schirmflicker, Scherenschleifer, Spengler und Arbeiter tätig und wohnte zunächst in der Baracke der Schwiegereltern in Sanderrasen 10b. Im Jahre 1926 zog das Paar in eine eigene Wohnung am Pleidenturm 6, sie lebten unter sehr ärmlichen Bedingungen. 1930 zogen sie in die Wredestraße 40, 1936 in die Wredestraße 39. Im November 1935 hatten sie bereits fünf Kinder, ein sechstes war unterwegs. Ab 1933 kam Nikolaus Hilbert wegen seiner Nähe zur KPD in Konflikte mit der Gestapo. 1935 wurde er erneut vernommen, bezeichnete sich als "Mitläufer" und wurde auf freien Fuß gesetzt. Die Nazis bespitzelten ihn weiter, doch laut Gestapo erbrachte dies nichts, das „ein polizeiliches Einschreiten möglich gemacht hätte“. Am 30. März 1940 wurde er wegen angeblicher Mitgliedschaft in der KPD und der Roten Hilfe in das Konzentrationslager Dachau eingeliefert. Er kam nach Sachsenhausen und Neuengamme, danach wieder nach Dachau. Nikolaus Hilbert wurde am 26. Januar 1942 in die Tötungsanstalt Hartheim nahe Linz verlegt und dort noch am selben Tag ermordet. Seine letzte Wohnadresse existiert nicht mehr. Der Stolperstein wurde an anderer Stelle in der Wredestraße verlegt. Zwei seiner Schwestern, Elisabeth Winterstein und Wilhelmine Heumann, wurden ebenfalls verhaftet und deportiert. Sie kamen in das Zigeunerlager Auschwitz und wurden mit fast allen Familienmitgliedern vom NS-Regime ermordet. Eine weitere Schwester, Margarete Hans, konnte Auschwitz überleben. Sie wurde nach Ravensbrück deportiert und konnte nach Würzburg zurückkehren. Seine Witwe betrieb 1953 ein Entschädigungsverfahren. Sie verstarb in den 1970er Jahren. |
|              | HIER WOHNTE PAULA STROBEL JG. 1911 EINGEWIESEN 1927 HEIL- UND PFLEGEANSTALT LOHR 'VERLEGT' 2.10.1940 PIRNA-SONNENSTEIN ERMORDET 3.10.1940 AKTION T4 | Maillingerstraße 12     | Paula Strobel wurde am 27. Juli 1911 in Germersheim als Tochter von Hans und Rosa Strobel geboren. Sie hatte drei Geschwister, zwei Brüder, den Mediziner Theo Strobel und Robert Strobel, die zum Zeitpunkt ihres Todes in der Wehrmacht dienten, und eine Schwester, Gunda, später verheiratete Kalkstein. Ihre Eltern ließen sie am 19. November 1926 in die Psychiatrische Nervenklinik Würzburg aufnehmen. Die Diagnose lautete Spannungs-Irresein, beziehungsweise Schizophrenie. Am 12. Juli 1927 erfolgte ihre Verlegung in die Heil- und Pflegeanstalt Lohr. Paula Strobel wurde am 2. Oktober 1940 in die Tötungsanstalt Pirna-Sonnenstein überstellt und dort vermutlich unmittelbar nach der Ankunft in der Gaskammer im Keller der Anstalt getötet. Als Todesdatum wurde der 3. Oktober 1940 angegeben. Sie wurde ein Opfer der Aktion T4 |

## Verlegedaten
Die Stolpersteine in diesem Stadtbezirk wurden an folgenden Tagen verlegt:
- 30. September 2009: Wredestraße 40
- 10. Februar 2015: Mainaustraße 17
- 22. Februar 2018: Frankfurter Straße 24
- 25. Juli 2023: Maillingerstraße 12